# Dysdera madai
Dysdera madai là một loài nhện trong họ Dysderidae.
Loài này thuộc chi Dysdera. Dysdera madai được miêu tả năm 2007 bởi Arnedo.